# 1811 год в литературе

## Книги
- «Сельские вечера» — прозаическое произведение Анны Буниной.
- «Чувство и чувствительность» — роман Джейн Остин, вышедший под псевдонимом Леди (первая публикация).

## Родились
- 1 февраля — Ромуальд Зенкевич, белорусский фольклорист, педагог, этнограф (умер в 1868).
- 21 марта — Fanny Lewald, романист (умер в 1889).
- 11 мая – Раймунд Шлехт, немецкий писатель (умер в 1891).
- 11 июня — Виссарион Григорьевич Белинский, русский писатель, литературный критик и публицист (умер в 1848).
- 14 июня — Гарриет Бичер-Стоу, американская писательница (умерла в 1896).
- 18 июня — Фрэнсис Сарджент Осгуд, американская поэтесса (умерла в 1850).
- 20 июня – Франсуа Виктор Адольф де Шаналь, французский писатель (умер в 1882).
- 18 июля — Уильям Теккерей, английский писатель (умер в 1863).
- 4 августа — Якуб Малый, чешский писатель (умер в 1885).

## Умерли
- 28 апреля — Жак-Андре Эмери, французский писатель (родился в 1732).
- 7 мая — Ричард Камберленд, английский драматург и эссеист (родился в 1732).